# Sevilla FC (Superleague Formula)
Sevilla FC is een Spaans racingteam dat deelneemt aan de Superleague Formula. Het team is gebaseerd op de voetbalclub Sevilla FC dat deelneemt aan de Primera División.

## 2008
De Spanjaard Borja García was de coureur van Sevilla voor alle ronden van het seizoen 2008. In de tweede race op Donington Park behaalde hij een overwinning. Mede hierdoor eindigde het team op een tiende plaats in het kampioenschap. Sevilla werd dat jaar gerund door GTA Motor Competición.

## 2009
In de eerste twee rondes van het seizoen 2009 deed Sevilla FC niet mee. In ronde 3 keerden zij echter terug als vervanger van het gestopte Al Ain FC. De Argentijn Esteban Guerrieri was de coureur van deze derde ronde. De laatste drie rondes is de vlak daarvoor bij het Formule 1-team Scuderia Toro Rosso ontslagen Fransman Sébastien Bourdais. Bourdais behaalde vier podia, waaronder een overwinning op Monza, en een pole position op Jarama. Op Estoril en Monza was hij ook weekendwinnaar. Dit jaar werd het team gerund door Ultimate Motorsport.

## 2010
De Spanjaard Marcos Martínez is in 2010 coureur voor Sevilla. DeVillota.com Motorsport is dit jaar de constructeur.